# Danzig (band)
 For alternative betydninger, se Danzig (flertydig). (Se også artikler, som begynder med Danzig)
Danzig er et amerikansk rockband, dannet i 1987 i Lodi, New Jersey af den centrale vokalist/sangskriver Glenn Danzig. Danzig kan ses som det tredje stadie i Glenn Danzigs musikalske karriere efter horror punk-bandet The Misfits og dødsrockbandet Samhain. De spiller primært en heavy metal-præget musik som er påvirket af Black Sabbaths tidlige lyd, og kombinerer mørke sangtekster med blues-rock.

## Medlemmer
- Glenn Danzig – vokal, guitar, keyboard (1987-)
- Tommy Victor – guitar (1997–1998, 2002–2005, 2008-)
- Steve Zing – bas, støttevokal (2006-)
- Johnny Kelly – trommer, percussion (2002–2003, 2005-)

## Diskografi

### Studiealbum
| Year | Title              | Label        | USA Billboard-placering | Salg i USA |
| ---- | ------------------ | ------------ | ----------------------- | ---------- |
| 1988 | Danzig             | Def American | #125                    | 747,000 +* |
| 1990 | Lucifuge           | Def American | #74                     | 329,000 +* |
| 1992 | How the Gods Kill  | Def American | #24                     | 422,000 +  |
| 1994 | 4p                 | American     | #29                     | 274,000 +  |
| 1996 | Blackacidevil      | Hollywood    | #41                     | 124,000 +  |
| 1999 | Satan's Child      | E-Magine     | #149                    | 71,000 +   |
| 2002 | I Luciferi         | Spitfire     | #158                    | 45,000 +   |
| 2004 | Circle of Snakes   | Evilive      | #183                    | 38,000 +   |
| 2010 | Deth Red Sabaoth   |              |                         |            |
| 2015 | Skeletons          |              |                         |            |
| 2017 | Black Laden Crown  |              |                         |            |
| 2020 | Danzig Sings Elvis |              |                         |            |

## Fodnoter
1. ↑  "Artist Chart History - Danzig" (HTML). Billboard. Arkiveret fra originalen 29. september 2007. Hentet 20. marts 2007.
2. ↑  Metal Sludge Gossip Board :: (Webside ikke længere tilgængelig)